# Macrolídeo

Eritromicina

Macrolídeo é um grupo de antibióticos que tiveram a eritromicina como único representante de uso clínico geral por 40 anos. O termo “macrolídeo” está relacionado com a estrutura – um anel de lactona, de vários membros, ao qual se ligam um ou mais desoxi-glicóis.

## Mecanismo de ação
Ligam-se de forma reversível à porção 50S do ribossomo e inibem a síntese protéica atuando sobre a translocação. Sua ação pode ser bactericida ou bacteriostática, dependo da concentração, da fase e do tipo de microorganismo. Costumam apresentar maior atividade em pH alcalino.

## Aspectos Farmacocinéticos
Os macrolídeos são administrados oralmente ou por via parenteral, embora as injeções intravenosas possam provocar tromboflebites locais. Difundem-se rapidamente na maioria dos tecidos, mas não atravessam a barreira hematoencefálica, havendo fraca penetração no líquido sinovial. A meia-vida plasmática da eritromicina é de cerca de noventa minutos; a da claritromicina é três vezes mais longa; e a da azitromicina é oito a 16 vezes maior. Os macrolídeos entram e, de fato, estão concentrados nos fagócitos – as concentrações de azitromicina nos lisossomos dos fagócitos podem ser superiores em quarenta vezes às apresentadas no sangue – e podem aumentar a eliminação intracelular das bactérias pelos fagócitos.

## Efeitos adversos
Os distúrbios gastrointestinais são comuns e desagradáveis, mas não são graves. Também foram relatados os seguintes, com o uso da eritromicina: reações de hipersensibilidade como erupções cutâneas e febre, distúrbios temporários de audição e raramente, em tratamentos superiores a duas semanas, icterícia colestática. Podem ocorrer infecções esporádicas do trato gastrointestinal ou da vagina.

## Representantes
- Eritromicina
- Azitromicina
- Claritromicina
- Espiramicina
- Miocamicina
- Roxitromicina
- Tilosina
- Tilmicosina